# 南華籃球隊
南華籃球隊（SCAA Basketball Team），是香港歷史悠久的南華體育會屬下的籃球隊，現時為香港籃球聯賽甲一組參賽球隊，先後15次贏過甲一組總冠軍，以及17次贏得香港籃球銀牌賽高級組冠軍。現任班主兼領隊是洪定騰先生（洪定騰是洪祖杭哲嗣）。

## 球隊歷史
1954-55年度首屆香港籃球聯賽，南華籃球隊便勇奪冠軍。1957-58年度第二次奪得冠軍，1959-60年度再次奪冠，於頭六屆賽事三度稱霸。經過長時間沉寂之後，南華籃球隊於1984年、1985年及1986年連奪三屆香港籃球聯賽甲一組冠軍，成為繼均安之後，第二支實現三連霸的球隊。南華籃球隊之後曾經降落甲二組作賽，直至2002年贏得甲二組冠軍，才得以重返甲一組角逐。南華在2003年升上甲一後得到班主洪游奕「入主」，從愉園羅致03年聯賽的得分王劉子健及青年中鋒譚偉洋加盟，翌季便重奪冠軍寶座、工商盃和銀牌3大錦標，並於05年衞冕聯賽。到2006年南華再次招兵買馬由新青聯吸納當時深圳年度中鋒劉達霖可惜仍未能贏得聯賽冠軍，2008年南華再度增兵成功羅致上季聯賽得分王李劍煌加入更榮膺常規賽與季後賽「雙料冠軍」，2012年及2013年連續兩年贏得季後賽冠軍。2017年成為香港籃壇三大班霸之一。

### 2017年球季
2017年7月28日，南華於新伊館舉行的季後賽總決賽第三回合以95:72擊敗永倫，在五場三勝制系列賽場數淨勝3:0獲勝成功衛冕聯賽總冠軍歷來第13次登上皇者寶座，連同銀牌賽及常規賽冠軍南華於各項賽事16連勝以不敗戰績稱王，而惠龍兒賽後第二度榮膺最有價值球員。

### 2018年球季
2017年10月11日，南華宣布教練朱耀明榮升為南華總監兼南青主教練旨在培育更多年輕球員而南華將由李嘉耀擔任主教練，至於羅意庭將接替惠龍兒隊長一職而球員余理洋除了以球員身份出賽外同時兼任南華助理教練，而南華為填補惠龍兒外闖CBA後的位置由加拿大引進身為居港球員的中加混血兒朱亮同時球隊轉打「小球戰術」不再完全依賴內線反而更多外圍投射及突破分球。不過在銀牌系列賽上缺少了中鋒惠龍兒在陣，內線變得薄弱，最終以埸數1:2不敵宿敵永倫。
2018年6月19日，球隊夫添主將在美國讀書的得分後衛楊和和克羅地亞打當地職業籃球聯賽的大前鋒基拔回歸助陣，常規賽最後一場聯賽勝永倫96比84，聯賽成績六勝一負，奪得2018年甲一聯賽常規賽冠軍。
2018年8月10日，在大好形勢下，連輸三場，最終二比三負東方，只得聯賽季後賽亞軍。

### 2019年球季
簽入兩名外國教練，加入一名1，2號位港加Ethan Scott球員，和提升部份南青小將加入南華，包括1號位曾湛元、1號位黃律堯、1號位張延隆、2號位吳嘉軒、2號位潘文豪、2號位何倚富、5號位楊嘉俊、4號位葉耀邦、2018年11月正式開操，2018年12月超級工商盃，2019年正式陣容會和各球迷見面。
今屆參加超级工商盃球員陣容包括：1號黃律堯、5號羅意庭、6號梁兆華、9號張延隆、12號何倚富、13號陳張敏、14號楊嘉俊、17號黃德文、24號朱亮、27號蔡再懃、31號連浩駿、35號葉耀邦、55號李劍煌、曾湛元。
今次第22屆超級工商盃成績只得第四名。

### 2022年球季
南華拿聯賽冠軍，在南華2O年主要投資者洪游奕先生離開球隊，下季球隊再重组。效力11年主將梁兆華將離開南華。

### 2023年球季
南華今季重組，一班老將離隊，包括基拔轉投東方，梁兆華轉投友會，惠龍兒和楊和加盟灣區翼龍，以較年青球員曾湛元和葉耀邦成為球會重心，老將余理洋和羅意庭轉變成球員兼助教，帶领南華新一代球員出戰甲一，教練及助教則由名宿譚偉洋及胡國鋒擔任。

### 2024年球季
南華今季進一步減磅。主將余理洋轉投永倫，羅意庭擔任主教練，陳張敏擔任助教練。
香港甲一籃球聯賽總決賽，南華以場數3：1擊敗永倫封王。

## 管理層
| 南華會主席：盧潤森       |
| 南華會董事：洪祖杭       |
| 南華會籃球部主任：洪定騰 |
| 南華會籃球部總監：       |

## 職員名單
| 南華會籃球部總教練：胡國鋒             |
| 南華會籃球部體能教練：盧永君、蔡淦華   |
| 南華會籃球部助理教練：譚偉洋、翟文強   |
| 南華會籃球部球隊翻譯：簡卓晞           |
| 南華會籃球部物理治療師：蔡東州、關天祐 |
| 南華青訓教練：                         |

## 球隊榮譽
- 香港籃球聯賽甲一組冠軍 15次（1954-55、1957-58、1959-60、1984、1985、1986、2004、2005、2008、2012、2013、2016、2017、2019、2021）
- 香港籃球銀牌賽高級組冠軍 17次（1957-1960、1985、1987、2004、2005、2008、2009、2010、2012、2013、2015、2016、2017、2019、2021）
- 海峽盃冠軍 兩次（2008、2010年）
- 香港籃球聯賽甲二組冠軍 一次（2002年）

## 歷任主教練
- 吳繼武(2023年-)
- 胡國鋒(2022年-2023年)
- 巴拉莫域(2019年-2022年)
- 李嘉耀(籃球員)(2018年-2019年)
- 朱耀明(籃球員)(201X年一2018年）
- 尹憲基
- 潘永強

## 曾效力球員
| - 譚偉洋 - 羅意庭 - 劉子健 - 陳張敏 - 梁兆華 - 張延隆 - 周健宏 - 陳翊麟 - 李剑煌 - 周家駒 - 黃律堯 - 梁月明 - 李偉倫 - 楊敏華 - 張錦州 - 石少基 - 留棟樑 - 連浩駿 - 胡國鋒 - JAMES GEORGE - 吳家麒 - 翁金驊 - 李翹峰 - 李嘉耀 - 余理洋 - 惠龍兒 - 梁民熊 - 林志傑 - 楊庚霖 - 楊嘉駿 - 蔡鑑華 - 楊和 - 梁兆華 - 林凱光 - 夏里遜 - 沈思銘 - 虞興海 - 蕭劍榮 - 蔡再懃 - 江文熙 - 林民淇 |

## 外部連結
- 南華籃球隊官方網頁（页面存档备份，存于）
- 香港籃球總會網頁（页面存档备份，存于）